# Pablo Martínez Mosquera
Pablo Martínez Mosquera (Capital Federal, Buenos Aires, 8 de junio de 1984) es un exfutbolista argentino que se desempeñaba como mediocampista ofensivo.

## Clubes
| Club           | País      | Año       |
| -------------- | --------- | --------- |
| UAI Urquiza    | Argentina | 2003-2005 |
| Talleres (RdE) | Argentina | 2005-2007 |
| Acassuso       | Argentina | 2007-2008 |
| Platense       | Argentina | 2008-2009 |